# Kyle Rayner
Kyle Rayner è un personaggio dei fumetti statunitensi creato da Ron Marz e Darryl Banks nel 1994, pubblicato dalla DC Comics.
In linea con la politica di cambiamento che c'era in quegli anni (nello stesso periodo Superman fu fatto morire per mano di Doomsday e Batman venne reso paraplegico da Bane) degli autori DC decisero di sostituire la Lanterna Verde della Silver Age Hal Jordan con un nuovo personaggio, nel tentativo di attirare nuovi lettori.

## Biografia del personaggio
Kyle Rayner era un dotato disegnatore free-lance che viveva a Los Angeles, California.
Dopo lo sterminio causato dalla follia di Hal Jordan, Ganthet, unico Oano sopravvissuto, si diresse sulla Terra alla ricerca di un nuovo portatore per l'ultimo anello rimasto. La scelta cadde proprio su Kyle Rayner, che si ritrovò improvvisamente catapultato nel mondo dei supereroi. Questa improvvisa nuova situazione gli porterà molti problemi, primo fra tutti la morte della sua fidanzata, Alex, uccisa dal superciminale Major Force.
Si unì presto alla Justice League; la sua grande immaginazione da cartoonist lo rese un formidabile combattente, ma, per la sua inesperienza e la casualità con cui ottenne i poteri, fu diffidato da parte di molti tra i suoi più esperti colleghi, in particolar modo da Wally West. Wally era cresciuto con Hal Jordan come Lanterna Verde (il quale, a sua volta, aveva stretto un fortissimo sodalizio col precedente Flash, Barry Allen) che fu uno dei suoi migliori amici, e perciò espresse parecchie riserve circa l'operato di Kyle, ma col tempo è diventato uno dei suoi migliori amici e uno dei suoi più grandi sostenitori. Sorprendentemente, uno dei suoi maggiori sostenitori nella Lega è stato Batman, che spesso lo ha trattato con più rispetto di quello che ha mostrato ad alcuni altri membri della League, come Flash-Wally West.
Kyle fece anche amicizia con la Lanterna Verde della Golden Age Alan Scott, con la figlia di Scott, Jade, con il secondo Green Arrow, Connor Hawke, e con la Lanterna Verde John Stewart (suo predecessore in quel ruolo, in quanto sostituto di Hal Jordan).
All'ombra di Hal Jordan, Kyle cercherà di dimostrarsi sempre all'altezza, ma sarà spesso egli stesso il primo a mettere in dubbio il suo valore e, nonostante sia addirittura riuscito a contenere l'esplosione di una supernova nel lontano futuro (vedi One Million) e, più avanti, abbia dimostrato il suo coraggio durante l'Età dell'Ossidiana facendo il sacrificio determinante per la vittoria finale della JLA, decide di ritirarsi per un po' dalle scene (a nulla valgono le parole di stima dell'amico Wally), lasciando il suo posto a John Stewart che dopo anni ritorna, così, a essere una Lanterna Verde in sostituzione di un'altra.
Fu grazie a Kyle Rayner che i Guardiani risorsero (questa volta di entrambi i sessi) e poterono rifondare il Corpo delle Lanterne Verdi, decimato da un Hal Jordan impazzito.
Fu in questo periodo che Kyle scoprì la vera natura di Parallax, un parassita alieno che si nutriva di paura, e che fu il diabolico Sinestro a far infettare Hal Jordan dal parassita, conducendolo alla follia.
Grazie all'intervento di Kyle, Parallax e lo Spettro lasciarono il corpo di Hal Jordan, che venne resuscitato e tornò ad essere una Lanterna Verde.
Kyle si fuse con un'entità cosmica chiamata Ion, l'incarnazione della forza di volontà del cosmo e altra fonte di potere per il Corpo delle Lanterne, ma, malgrado il suo enorme potere, non poté evitare la morte della madre, dovuta ad un misterioso virus alieno.
Durante la guerra con i Sinestro Corps, Kyle venne separato da Ion e fuso (nonché posseduto) con Parallax (come era accaduto ad Hal Jordan) ma, grazie all'aiuto di Hal, è riuscito a liberarsi del parassita e a tornare ad essere una Lanterna Verde, sostenendo Hal nel sconfiggere e arrestare Sinestro.
Si creò così una sovrabbondanza di Lanterne nel settore 2814, perciò Hal e John Stewart rimasero sulla Terra, mentre Kyle e Guy Gardner vennero chiamati dai Guardiani a ricostruire OA e a formare la base per un nuovo Corpo delle Lanterne Verdi.
Durante gli eventi di "L'ira della prima lanterna" Rayner riesce a padroneggiare i poteri di tutti e 7 i corpi delle lanterne, diventando a tutti gli effetti l'unica lanterna bianca dai tempi della saga La notte più profonda.